# Lygia Clark
Lygia Clark, född 1920, död 1988, var en brasiliansk bildkonstnär.
Clark var elev till Burle Marx i Rio de Janeiro och till Fernand Léger i Paris. Hon började som målare och skrev tillsammans med Hélio Oiticica det neokonkretistiska manifestet. Hon gjorde skulpturella objekt, "bichos", som åskådarna kunde förändra formen på. Senare knöt hon konsten till kroppslig terapi.